# Porsche Tennis Grand Prix 2003
Porsche Tennis Grand Prix 2003 — жіночий тенісний турнір, що проходив на закритих кортах з твердим покриттям Filderstadt Tennis Club у Фільдерштадті (Німеччина). Належав до турнірів 2-ї категорії в рамках Туру WTA 2003. Відбувсь удвадцятьшосте і тривав з 6 до 13 жовтня 2003 року. Третя сіяна Кім Клейстерс здобула титул в одиночному розряді й отримала 98,5 тис. доларів США.

## Фінальна частина

### Одиночний розряд
Кім Клейстерс —  Жустін Енен-Арденн 5–7, 6–4, 6–2
- Для Клейстерс це був 7-й титул в одиночному розряді за сезон і 17-й — за кар'єру.

### Парний розряд
Ліза Реймонд /  Ренне Стаббс —  Кара Блек /  Мартіна Навратілова 6–2, 6–4

## Розподіл призових грошей
| Дисципліна       | П       | Ф       | ПФ      | ЧФ      | 1/8    | 1/16   |
| Одиночний розряд | $98,500 | $53,000 | $28,300 | $15,150 | $8,100 | $4,350 |